# Georges-Kévin N’Koudou
Georges-Kévin N’Koudou Mbida (* 13. Februar 1995 in Versailles) ist ein kamerunisch-französischer Fußballspieler. 

## Vereinskarriere
N’Koudou wuchs im Großraum von Paris auf und begann bei PA Paris ES aus der Hauptstadt 2006 im Alter von elf Jahren mit dem Fußballspielen. Anschließend gehörte er einem weiteren Amateurverein an, bevor er 2008 in die Jugendabteilung des Erstligisten Paris Saint-Germain aufgenommen wurde. Bei diesem besaß er allerdings keine dauerhafte Perspektive, sodass er 2010 den Verein wieder verließ und sich dem AC Boulogne-Billancourt anschloss. 2011 war es mit dem FC Nantes ein weiterer Profiverein, der dem Nachwuchsspieler noch eine Chance gab und ihm die Aufnahme in sein Jugendteam ermöglichte. Zu seiner Zeit als A-Jugendlicher in Nantes kam zu Beginn des Jahres 2013 das Gerücht auf, sowohl der englische FC Arsenal als auch der portugiesische FC Porto seien an ihm interessiert, doch letztlich blieb er den Westfranzosen treu.
Mit dem Beginn der Spielzeit 2013/14 rückte der damals 18-Jährige in den Profikader des zuvor in die erste Liga aufgestiegenen FC Nantes auf. Zu seinem Debüt in der höchsten französischen Spielklasse kam der gelernte Linksaußen am 10. August 2013, als er in der 89. Minute für Serge Gakpé eingewechselt wurde. In der nachfolgenden Zeit lief er hauptsächlich für die viertklassig antretende Reservemannschaft auf, bestritt aber gelegentlich weitere Partien für die Erstligamannschaft. Am 23. Februar 2014 stand er bei einer 0:3-Niederlage gegen den Stade Rennes zum ersten Mal in der Startelf. Im Verlauf der Saison 2014/15 konnte er sich zunehmend etablieren und stand häufig in der ersten Elf, ohne allerdings einen festen Stammplatz einzunehmen. Im Juni 2015 wechselte er für eine geschätzte Ablösesumme von 1,5 Millionen Euro zum Vorjahresvierten Olympique Marseille.
Am 31. August 2016 unterschrieb N'Koudou beim englischen Erstligisten Tottenham Hotspur unter Vertrag. Im Januar 2018 verlieh ihn der Klub an den Ligakonkurrenten FC Burnley. N'Koudou konnte sich in England zu keinem Zeitpunkt richtig durchsetzen und kehrte schließlich nach Frankreich zurück. Bei der AS Monaco kam er in einer halben Saison nur zu drei Einsätzen.
Im Sommer 2019 wurde er vom türkischen Erstligisten Beşiktaş Istanbul verpflichtet. Im August 2023 wechselte er in die Saudi Professional League zum Damac FC.

## Nationalmannschaft
Während seines ersten Jahres in Nantes erreichte N’Koudou die erstmalige Berufung in die französische U-17-Mannschaft, für die er am 2. Februar 2012 bei einem 0:1 gegen die Niederlande zu seinem Debüt kam. In den nachfolgenden Tagen bestritt er zwei weitere Einsätze für die Elf, wurde dann aber nicht weiter berücksichtigt. Im November 2013 konnte er zwei Partien für die U-19-Auswahl bestreiten, spielte danach jedoch erneut keine Rolle mehr. Nach einer einmaligen Nominierung für die U-20 wurde er ab dem Frühjahr 2015 in der U-21-Mannschaft eingesetzt und hatte damit die höchste Juniorennationalelf erreicht.
Im September 2022 debütierte N’Koudou in einem Freundschaftsspiel gegen Usbekistan in der kamerunischen A-Nationalmannschaft. Ende 2022 nahm er mit Kamerun an der Weltmeisterschaft in Katar teil und kam beim Vorrundenaus zu zwei Einsätzen als Einwechselspieler. Auch beim Afrika-Cup 2024 gehörte er zum Aufgebot, beim Achtelfinalaus startete er in allen vier Turnierspielen Kameruns.